# Iriama Margaret
Iriama Margaret (3 de noviembre de 1965) es una política ugandesa que representó al distrito de Moroto en el octavo y noveno Parlamento de Uganda. Pertenece al partido político gobernante Movimiento de Resistencia Nacional (NRM).

## Política
Margaret fue la octava y novena miembro del Parlamento de Uganda.   Mientras estuvo en el Parlamento, se desempeñó como vicepresidenta del Comité de Salud de Sam Lyomoki. En 2017, fue una de las candidatas a las elecciones primarias del NRM en Moroto en las que se iba a elegir una candidata para el escaño parlamentario femenino del distrito vacante desde el 14 de febrero tras el fallecimiento de Annie Logiel, que había muerto en Dinamarca. Al parecer, creó fisuras en el partido NRM a raíz de las elecciones primarias, lo que llevó a algunos miembros del partido a expresar abiertamente su decepción por la forma en que los líderes del distrito trataron a Iriama Margaret, que representó al distrito de Moroto en el Parlamento entre 2011 y 2016. Los votantes de Moroto necesitaban un nuevo liderazgo que no perteneciera al NRM como partido político en el distrito. Stella Atyang ganó las elecciones y declaró que su prioridad era reconciliarse con Margaret y sus partidarios para servir bien a la comunidad de Moroto. 